# Telipogon macroglottis
Telipogon macroglottis är en orkidéart som beskrevs av Heinrich Gustav Reichenbach. Telipogon macroglottis ingår i släktet Telipogon och familjen orkidéer.
Artens utbredningsområde är Ecuador. Inga underarter finns listade i Catalogue of Life.